# Presse périodique québécoise du XIXe siècle

Cet article présente un tableau de la presse périodique québécoise du XIXe siècle. Voyez également l'article sur la presse quotidienne québécoise du XIXe siècle.
| Titre                                                                                 | Devise | Lieu                        | Fondateur(s) | Périodicité | Durée                                                               |
| ------------------------------------------------------------------------------------- | --- | --------------------------- | --- | --- | ------------------------------------------------------------------- |
| The British American Register                                                         | | Québec                      | John Neilson | hebdomadaire | 1802 au 6 août 1803                                                 |
| The Quebec Mercury                                                                    | | Québec                      | Thomas Cary | hebdomadaire | 5 janvier 1805 au 8 janvier 1863 (devient The Quebec Daily Mercury) |
| L'Almanach des dames                                                                  | |                             | Louis Plamondon | | 1806 à                                                              |
| Le Canadien                                                                           | Fiat justitia ruat caelum (en français : « Que justice soit faite, même si le ciel doit s'écrouler ») et à partir de 1831 « Nos institutions, notre langue et nos lois! »                                                  | Québec                      | Pierre-Stanislas Bédard, François Blanchet et J-Thomas Taschereau                                                                      | Hebdomadaire (1806-1810; 1817-1819; 1820-1825), Bihebdomadaire (1831-1832), Trihebdomadaire (1832-1857), Quotidien (1857), Trihebdomadaire (1857-1874), Quotidien (1874-1893), Hebdomadaire (1906-1909) | 22 novembre 1806 à 1909                                             |
| Le Courier de Québec                                                                  | | Québec                      | Pierre-Amable de Bonne et Joseph-François Perrault, fondateurs, Pierre-Édouard Desbarats, imprimeur, Jacques Labrie, éditeur-rédacteur | bihebdomadaire | 3 janvier 1807 au 31 décembre 1808                                  |
| Canadian Courant and Montreal Advertiser                                              | | Montréal                    | Nahum Mower, propriétaire et éditeur                                                                                                   | hebdomadaire | 11 mai 1807 au 23 mars 1834                                         |
| La Gazette canadienne/ The Canadian Gazette                                           | | Montréal                    | Charles Brown, imprimeur et James Brown, éditeur                                                                                       | | 1807 à                                                              |
| Le Vrai Canadien                                                                      | « Toujours fidèle au Roi. » | Québec                      | Pierre-Amable de Bonne | hebdomadaire | 10 mars 1810 au 6 mars 1811                                         |
| The Montreal Herald                                                                   | | Montréal                    | William Gray et Mungo Kay | | 1811 à 1957                                                         |
| Le Spectateur                                                                         | | Montréal                    | Charles-Bernard Pasteur | hebdomadaire | 27 mai 1813 au 22 mai 1815                                          |
| Le Spectateur canadien                                                                | | Montréal                    | Charles-Bernard Pasteur; Pierre Le Guerrier; James Lane                                                                                | hebdomadaire | 29 mai 1815 au 28 février 1829                                      |
| The Canadian Inspector                                                                | | Montréal                    | Nahum Mower | | 1815 à                                                              |
| L'Aurore                                                                              | | Montréal                    | Joseph Victor Delorme et Michel Bibaud                                                                                                 | | 10 mars 1817 au 4 sept. 1819 (absorbé par le Spectateur canadien)   |
| La Gazette des Trois-Rivières                                                         | Fluo non inundo | Trois-Rivières              | Ludger Duvernay | | 1817 à 1821                                                         |
| L'Abeille canadienne                                                                  | | Montréal                    | Henri-Antoine Mézière | mensuel | 1818 à 1819                                                         |
| Le Courier du Bas-Canada                                                              | | Montréal                    | Joseph Victor Delorme | | 1819                                                                |
| L'Ami de la religion et du roi                                                        | | Trois-Rivières              | Ludger Duvernay, imprimeur; Louis-Marie Cadieux, éditeur                                                                               | | 1820                                                                |
| The Enquirer                                                                          | | Québec                      | | | 1821 à                                                              |
| The Scribbler                                                                         | | Montréal                    | Samuel Hull Wilcocke | | 1821 à                                                              |
| La Gazette canadienne                                                                 | | Montréal                    | Jonh Quilliam | | 1822 à                                                              |
| The Canadian Spectator                                                                | |                             | James Lane ; Ludger Duvernay et John Jones; Jocelyn Waller                                                                             | | 1822 à 1829                                                         |
| Christian Register                                                                    | | Montréal                    | | | 1823 à                                                              |
| British Colonist and St-Francis Gazette                                               | | Stanstead                   | S. H. Dickerson | | 1823 à                                                              |
| Le Constitutionnel                                                                    | | Trois-Rivières              | Ludger Duvernay | hebdomadaire | 1823 à 1824                                                         |
| The Canadian Magazine and Literary Repository                                         | | Montréal                    | Joseph Nickless, David Chisholmes, Alexander James Christie                                                                            | | 1823 à                                                              |
| The Canadian Review and Literary and Historical Journal                               | | Montréal                    | Henry H. Cunningham, David Chisholmes                                                                                                  | | 1824 à                                                              |
| La Bibliothèque canadienne, ou miscellanées historiques, scientifiques et littéraires | mensuel | Montréal                    | Michel Bibaud | | 1825 à 1830                                                         |
| La Minerve                                                                            | « Journal politique, littéraire, commercial, etc. » | Montréal                    | Augustin-Norbert Morin, 1826; Ludger Duvernay, 1827-)                                                                                  | bihebdomadaire, hebdomadaire, quotidien | 1826 à 1837 et 9 septembre 1842 à 1899                              |
| L'Argus, Journal electorique                                                          | | Trois-Rivières              | Ludger Duvernay et Charles Mondelet | | 1826                                                                |
| La Gazette de Saint-Philippe                                                          | | Saint-Philippe-de-Laprairie | F-X Pigeon | | 1826 à                                                              |
| Journal de medecine de Québec                                                         | | Québec                      | Xavier Tessier | | 1826 à                                                              |
| The Christian Sentinel and Anglo-Canadian Churchman's Magazine                        | |                             | | | 1827 à                                                              |
| L'Argus. Journal électorique                                                          | | Montréal                    | Augustin-Norbert Morin | | 24 juillet 1827 au 11 mars 1828                                     |
| L'Électeur-The Elector                                                                | |                             | François Lemaître | | 1827 à                                                              |
| The Vindicator and Canadian advertiser                                                | | Montréal                    | Daniel Tracey | bihebdomadaire | 12 décembre 1828 au 7 novembre 1837                                 |
| Journal des sciences naturelles                                                       | | Québec                      | peut-être Xavier Tessier | | 1828 à                                                              |
| Le Coin du feu                                                                        | | Montréal                    | Jacques Labrie et Augustin-Norbert Morin                                                                                               | | 1829 à                                                              |
| L'Observateur, ci-devant la Bibliothèque canadienne                                   | | hebdomadaire                | Michel Bibaud, éditeur, Ludger Duvernay, imprimeur                                                                                     | | juillet 1830 à juillet 1831                                         |
| Le Magasin du Bas-Canada, Journal littéraire et scientifique                          | | Montréal                    | Michel Bibaud, Ludger Duvernay | | janvier à décembre 1832                                             |
| L'Ami du peuple, de l'ordre et des lois                                               | | Montréal                    | les sulpiciens, Jonh Jones, Pierre-Édouard Leclère                                                                                     | | 1832 à 1840                                                         |
| The Montreal Museum or Journal of Literature and Arts                                 | | Montréal                    | Mary Graddon Gosselin | | 1832 à                                                              |
| L'Écho du pays                                                                        | | Saint-Charles               | Pierre-Dominique Debartzch | | 1833 à (est remplacé par Le Glaneur)                                |
| L'Abeille canadienne                                                                  | | Québec                      | François-Xavier Garneau | | 1833 à                                                              |
| L’Impartial                                                                           | | Laprairie                   | | | 1834 à                                                              |
| Le Glaneur, journal littéraire, d’agriculture et d’industrie                          | | Saint-Charles               | | | 1836 à                                                              |
| Le Télégraphe                                                                         | | Québec                      | Philippe Aubert de Gaspé (fils) et Napoléon Aubin                                                                                      | | 1836 à                                                              |
| Le Populaire, journal des intérêts canadiens                                          | | Montréal                    | Clément-Charles Sabrevois de Bleury, Léon Gosselin, Pierre-Dominique Debartzch, Hyacinthe Leblanc de Marconnay                         | | 1837 à                                                              |
| Le Fantasque                                                                          | « Journal rédigé par un flâneur, imprimé en amateur pour ceux qui voudront l'acheter. Je n'obéis ni ne commande à personne, je vais où je veux, je fais ce qui me plaît, je vis comme je peux et je meurs quand il faut. » | Québec                      | Napoléon Aubin | | 1837 à mai 1845 et 1848 à 1849                                      |
| Le Libéral                                                                            | | Québec                      | | | 1837                                                                |
| La Quotidienne                                                                        | | Montréal                    | François Lemaître | | 1837                                                                |
| Le Temps                                                                              | | Montréal                    | | | 1838                                                                |
| The Literary Garland                                                                  | | Montréal                    | | | 1838                                                                |
| L'Aurore des Canadas, Journal littéraire, politique et commercial                     | | Montréal                    | Joseph-Guillaume Barthe | | 1839                                                                |
| L’Encyclopédie canadienne                                                             | | Montréal                    | Michel Bibaud | | 1842-1843                                                           |
| The Morning Chronicle                                                                 | | Québec                      | | | 1847 à 1874 (fusionne avec The Quebec Gazette)                      |
| Le Pays                                                                               | | Montréal                    | | hebdomadaire, trihebdomadaire | 5 janvier 1852 au 26 décembre 1871                                  |
| Le Courrier du Canada                                                                 | | Québec                      | | quotidien | 1857 à 1901                                                         |
| Le Franco-Canadien                                                                    | | Saint-Jean                  | Félix-Gabriel Marchand et Valfroy Vincelette (organe du Parti libéral dans la région)                                                  | | 1er juin 1860 à septembre 1895 (est absorbé par Le Canada français) |
| La Gazette des campagnes                                                              | |                             | | | 1861-1895 et 1941-1956                                              |
| Canadian Illustrated News                                                             | |                             | George-Édouard Desbarats, William Augustus Leggo                                                                                       | hebdomadaire | octobre 1869 à 1883                                                 |
| L'Opinion publique                                                                    | |                             | | | 1870-1883                                                           |
| La Patrie                                                                             | « Journal du soir » | Montréal                    | Honoré Beaugrand | quotidien et hebdomadaire | 1879-1978                                                           |
| Le Temps                                                                              | |                             | | | 1883                                                                |
| La Liberté                                                                            | | Trois-Rivières              | | | 1884 à 1886                                                         |
| La Vérité                                                                             | « Veritas Liberabit Vos - La vérité vous rendra libres » | Québec                      | Jules-Paul Tardivel | hebdomadaire | 1881 à 1923                                                         |
| Le Trifluvien                                                                         | | Trois-Rivières              | Paul-Victor Ayotte | bihebdomadaire | 1888 à juin 1908                                                    |
| Le Canada Français                                                                    | | Saint-Jean-Richelieu        | Félix-Gabriel Marchand | hebdomadaire | 1893 à aujourd'hui                                                  |